# Calomys tocantinsi
Calomys tocantinsi är en gnagare i släktet aftonmöss som förekommer i Brasilien.
Arten når en kroppslängd (huvud och bål) av 8,2 till 11,5 cm, en svanslängd av 7,1 till 8,0 cm och en vikt av 20 till 56 g. Bakfötterna är 1,9 till 2,3 cm långa och öronen är 1,8 till 2,0 cm stora. Den gråbruna pälsen på ryggens topp blir fram till sidorna ljusare och på undersidan förekommer ljusgrå päls. Även svansen är uppdelad i en mörk ovansida och en ljus undersida. Den är täckt av korta hår. Påfallande är en vit fläck bakom varje öra.
Utbredningsområdet ligger i centrala Brasilien i delstaterna Goiás, Mato Grosso och Tocantins. Calomys tocantinsi lever nära galleriskogar samt i landskapet Cerradon.
Individerna vistas främst på marken. Tre honor hade mellan 5 och 10 ungar.
Beståndet hotas i viss mån av landskapsförändringar. IUCN listar Calomys tocantinsi som livskraftig (LC).